# Raïon de Romodanovo
Le raïon de Romodanovo (en russe : Ромода́новский райо́н, en erzya : Рамаданбуе, Ramadanbuje, en moksha : Ромодановань аймак, Romodanovań ajmak) est un raïon de la république de Mordovie, en Russie. Son siège administratif est Romodanovo.

## Géographie
D'une superficie de 820,8 km2, le raïon de Romodanovo est situé à l'est de la république de Mordovie.
Il borde le raïon de Liambir, raïon de Tchamzinka, le raïon d'Itchalkov, ainsi que le raïon de Potchinkov de l'oblast de Nijni Novgorod.

## Démographie
La population du raïon de Romodanovo a évolué comme suit:
| 1970   | 1979   | 1989   | 2002   | 2005   |
| ------ | ------ | ------ | ------ | ------ |
| 35 889 | 27 958 | 23 519 | 21 986 | 21 642 |

| 2009   | 2011   | 2015   | 2020   | - |
| ------ | ------ | ------ | ------ | - |
| 20 636 | 20 647 | 19 965 | 19 010 | - |